# Bullet Club
Bullet Club is een heel (slechteriken) professioneel worstelgroep, die actief is in NJPW. De groep werd in mei 2013 opgericht met Prince Devitt als eerste leider. De groep bestond initieel enkel uit buitenlanders en werd daardoor een zogenaamde gaijin factie. Yujiro Takahashi zou vervolgens als eerste Japanse worstelaar toetreden tot de groep. De groep koos voor zijn naam vanwege de geweer gerelateerde karakters van oprichtende leden Doc Gallows en Prince Devitt.
Door de jaren heen is de samenstelling van Bullet Club flink veranderd. De groep heeft tot op heden vijf verschillende leiders gehad, waarbij iedere machtsovername gekenmerkt werd door gebruik van geweld.

## Geschiedenis
Onder Prince Devitt groeide de Bullet Club uit tot een beruchte groep in NJPW. De groep verstoorde veel wedstrijden en waren zeer agressief en respectloos naar de andere worstelaars in de promotie toe. Dit gedrag (heel) dat veel voor kwam in Amerikaanse worstel promoties zoals WWE en WCW stond in schraal contrast met hoe zaken in de Japanse worstelwereld verliepen waardoor de groep als snel een slechte reputatie genoot.
Met het vertrek van Prince Devitt naar WWE besloot de rest van Bullet Club rigoureus om hem hardhandig uit de groep te trappen. Het vertrek van Prince Devitt werd direct gecompenseerd met de toetreding van AJ Styles. AJ Styles werd een van de nieuwe leiders van Bullet Club (de andere was Karl Anderson) en drukte gelijk zijn stempel met het winnen van de IWGP Heavyweight Championship.
Anderhalf jaar na zijn toetreding zou ook AJ Styles zijn weg naar WWE vinden waarna ook hij uit Bullet Club werd getrapt. Het brein achter de coup d'état was dit keer Kenny Omega. Tijdens Omega's leiderschap boekte de groep verschillende successen maar Omega zelf was initieel onsuccesvol in het winnen van de Heavyweight titel. Omdat Omega en de Young Bucks ook buiten Japan worstelden in promoties als Ring of Honor (ROH) begon er een frictie binnen Bullet Club te ontstaan. Omega, The Young Bucks, Hangman Page en Cody Rhodes begonnen zichzelf 'the Elite' te noemen tot frustratie van enkele originele leden van Bullet Club. Er brook conflict uit binnen Bullet Club dat uiteindelijk beslecht zou worden met het vertrek van Omega, Page en the Young Bucks naar All Elite Wrestling en Marty Scurll naar ROH.
Met het vertrek van een groot ledenaantal van Bullet Club was er nood voor aanvulling van nieuwe leden. Jay White werd als nieuw lid gelijk de nieuwe leider van Bullet Club. In 2019 shockeerde KENTA, een oud publiekslieveling van de Japanse worstelpromotie NOAH, NJPW door zich bij Bullet Club aan te sluiten. In 2020 verrijkte Bullet Club zich met EVIL en zijn persoonlijke bodyguard Dick Togo. EVIL had na het winnen van de New Japan Cup 2020 zijn oude groep, Los Ingobernables de Japon, de rug toe gekeerd en wist zijn oude leider Naito te onttronen op Dominion in juli als NJPW Heavyweight en Intercontinental kampioen. Slechts twee maanden later verloor EVIL zijn titels weer terug aan Naito tijdens Summer Struggle in augustus. Tijdens het prestigieuze G1 Climax toernooi 2020 lopen spanningen op tussen EVIL en Jay White over Bullet Club's leiderschap. 